# Meganeuridae
Meganeuridae — семейство вымерших стрекозообразных насекомых из отряда Protodonata, живших в каменноугольном и пермском периодах.
К Meganeuridae принадлежат и крупнейшие за всю историю Земли насекомые. Это Meganeura monyi (найденная во Франции, с размахом крыльев 75 см) и Megatypus из каменноугольного периода, и пермские Meganeuropsis permiana (США), которые имели размах крыльев до 71 см. Найденные в России отпечатки крыльев пермских Arctotypus sinuatus говорят об их общих размерах всего около 120 мм. Предположительно, и имаго и их нимфы были хищниками. Большинство находок представляют только фрагменты крыльев, и лишь у нескольких обнаруженных экземпляров сохранились отпечатки других частей тела: головы с крупными челюстями и большими глазами, а также отпечатки груди и длинного брюшка. Открытие первого вида ископаемых гигантов в 1885 году и описание отряда в 1893 году сделал французский энтомолог и палеонтолог Шарль Броньяр, который в своей диссертации даже реконструировал внешний вид Meganeura monyi.

## Классификация
На февраль 29025 Meganeuridae включает 22 рода:
1. †Carpentertypus Zessin, 1983
2. †Gallotupus Nel et al., 2008
3. †Meganeura Brongniart, 1885
4. †Meganeuropsis Carpenter, 1939
5. †Meganeurula Handlirsch, 1906
6. †Oligotypus Carpenter, 1931
7. †Piesbergtupus Zessin, 2006
8. †Shenzhousia Zhang and Hong, 2006
9. †Arctotypus Martynov, 1932
10. †Bohemiatupus Prokop and Nel, 2010
11. †Boltonites Handlirsch, 1919
12. †Curvitupus Nel et al., 2009
13. †Ephemerites Geinitz, 1865
14. †Gilsonia Meunier, 1909
15. †Meganeurina Handlirsch, 1919
16. †Meganeurites Handlirsch, 1919
17. †Megatypus Tillyard, 1925
18. †Nannotupus Nel et al., 2009
19. †Permotupus Nel et al., 2009
20. †Petrotypus Zalessky, 1950
21. †Stephanotypus Zessin, 1983
22. †Tupus Sellards, 1906